# George Hamilton IV
George Hamilton IV (Winston-Salem, 19 juli 1937 - Nashville, 17 september 2014) was een Amerikaanse countryzanger.

## Jeugd
Op jeugdige leeftijd werd Hamilton VI al geïnspireerd door westerns, waarin zingende cowboys als Gene Autry en Tex Ritter optraden. Hij werd fan van Hank Williams, wiens optredens hij meermaals bezocht in de Grand Ole Opry. Als scholier speelde hij in een highschool-band. Een demotape geraakte in handen van de talentenscout Orville Campbell, die hem in contact bracht met de ambitieuze songwriter John D. Loudermilk.

## Carrière
Bij een plaatselijk label nam Hamilton diens song A Rose And a Baby Ruth op. Het sentimentele nummer werd in 1956 overgenomen door ABC Records en bereikte een hoge klassering in de pophitlijst met meer dan een miljoen verkochte exemplaren. Er volgden tournees met The Everly Brothers, Gene Vincent en Buddy Holly en tv-optredens in de show van Jimmy Ray Dean. Voor een korte periode had hij zelfs een eigen tv-show.
Hij bereikte nog enkele kleine successen in het popcircuit, waaronder de top 10-hit Why Don't They Understand. De verkoopcijfers verminderden echter zienderogen. Hamilton, die zichzelf zag als countryzanger, trachtte zich uiteindelijk los te maken van zijn pop-image en verhuisde in 1959 naar Nashville. Met Before This Day Ends bereikte hij een jaar later de countryhitlijst (#4). Een weinig later werd hij gecontracteerd door Chet Atkins voor RCA Victor. Na verdere top 10-klasseringen lukte hem in 1963 een nummer 1-hit met de song Abilene, geschreven door Bob Gibson en John D. Loudermilk.
Tijdens het midden van de jaren 1960 concentreerde hij zich meer op de folkmuziek. Met de songs Early Morning Rain (top 10) en Steel Rail Blues (#15) van Gordon Lightfoot lukten hem in 1966 enkele klasseringen in de countryhitlijst. Tijdens de daaropvolgende jaren speelde hij talrijke verdere songs van de Canadees in. Hamilton verplaatste zich steeds meer naar het Canadese circuit en wisselde uiteindelijk naar RCA-Canada. In 1968 publiceerde hij met Canadian Pacific een van zijn bekendste songs.
Tijdens deze jaren begon hij aan een lange reeks internationale tournees, die hem uiteindelijk de bijnaam 'Internationale Ambassadeur van de Countrymuziek' opleverde. George Hamilton VI was ook een van de eerste countryzangers, die optraden en succes hadden in Rusland en Tsjecho-Slowakije.
Daarna werden zijn hitsuccessen steeds minder. In 1970 bereikte hij met She's a Little Bit Country nog een keer de countryhitlijst (#3). Vanaf het eind van de jaren 1970 oriënteerde de religieuze Hamilton zich op de gospelmuziek. Hij zong enkele keren tijdens evenementen van de bekende predikant Billy Graham. In 1988 publiceerde hij met zijn zoon George Hamilton V een single. Van 1993 tot 1998 werkte hij mee aan de musical Patsy Cline – Music And Memories.
Hamilton VI bleef het muziekcircuit verder verbonden. In 2000 vierde hij het veertigjarig jubileum van zijn eerste optreden in de Grand Ole Opry.

## Privéleven en overlijden
Hamilton VI was sinds 1958 getrouwd. Hij overleed op 17 september 2014 op 77-jarige leeftijd in het St. Thomas Hospital in Nashville, waar hij een week eerder was worden opgenomen na een hartinfarct.

## Discografie

### Singles
Colonial Records
- 1956:	Rose And A Baby Ruth / If You Don't Know

ABC Records
- 1956:	Rose And A Baby Ruth / If You Don't Know
- 1957:	Only One Love / If I Possessed A Printing Press
- 1957:	High School Romance / Everybody's Body
- 1957:	Why Don't They Understand / Even Tho'
- 1958:	Now And For Always / One Heart
- 1958:	I Know Where I'm Goin' / Who's Taken You To The Prom
- 1958:	When Will I Know / Your Cheatin' Heart
- 1958:	Teen Commandments (met Paul Anka en Johnny Nash) / If You Learn To Pray (van Paul Anka)
- 1959:	Gee / I Know Your Sweetheart
- 1960:	Before This Day Ends / Loneliness All Around Me

RCA Victor
- 1961:	Three Steps To The Phone (Millions Of Miles) / Ballad Of Widder Jones
- 1961:	To You And Yours (From Me And Mine) / I Want A Girl
- 1963:	Abilene / Oh So Many Years
- 1964:	Fort Worth, Dallas Or Houston / Life's Railway To Heaven
- 1964:	Truck Drivin' Man / Little Grave
- 1965:	Walking The Floor Over You / Driftwood On The River
- 1965:	Write Me A Picture / Twist Of The Wrist
- 1966:	Steel Rail Blues / Tobacco
- 1966:	Early Morning Rain / Slightly Used
- 1967:	Urge For Going / Changes
- 1967:	Break My Mind / Something Special To Me
- 1970:	She's A Little Bit Country / My Nova Scotia Home
- 1971:	Anyway / Best I Can Do

### Albums
- 1958 - George Hamilton IV On Campus
- 1958 - Sing Me A Sad Song
- 1961 - To You & Yours (From Me & Mine)
- 1963 - George Hamilton IV Big 15
- 1963: Abilene
- 1964: Fort Worth, Dallas Or Houston
- 1965: Mister Sincerity.....A Tribute To Ernest Tubb
- 1966: Coast-Country
- 1966: Steel Rail Blues
- 1967: Folk Country Classics
- 1967: Folksy
- 1968: In The 4th Dimension
- 1969: Canadian Pacific
- 1970: Back Where It’s At
- 1970: Your Cheatin’ Heart
- 1971: Early Morning Rain
- 1971: North Country
- 1971: West Texas Highway
- 1972: Country Music In My Soul
- 1972: Travellin’ Light
- 1973: International Ambassador Of Country Music
- 1974: Bluegrass Gospel
- 1975: Back Home At The Opry
- 1977: Fine Lace And Homespun Cloth
- 1977: Feel Like A Million
- 1979: Forever Young
- 1982: One Day At A Time
- 1984: Music Man’s Dream
- 1995: Canadian Country Gold & Unmined Treasures

- Bibliothèque nationale de France: cb139868202 (data)
- Gemeinsame Normdatei: 134396707
- International Standard Name Identifier: 0000 0001 1443 9266
- Library of Congress Control Number: n93085140
- MusicBrainz: 29d41248-81e5-4d3c-97b1-eb571de20b03
- Nationale Bibliotheek van Tsjechië: xx0139640
- Virtual International Authority File: 51884290
- WorldCat: E39PBJrm3mRRFxHkTMHhCvJdQq